# Boarmia baouleana
Boarmia baouleana är en fjärilsart som beskrevs av Claude Herbulot 1974. Boarmia baouleana ingår i släktet Boarmia och familjen mätare. Inga underarter finns listade i Catalogue of Life.